# Chieti F.C. 1922
El Chieti F.C. 1922 es un club de fútbol de Italia, con sede en Chieti, en los Abruzos. Fue fundado en 1922 y refundado en varias ocasiones. Compite en la Serie D, cuarta categoría del fútbol italiano.

## Palmarés

### Torneos interregionales
- Serie C2 (1): 1990-91 (Grupo C)
- Serie D (3): 1966-67 (Grupo E), 1976-77 (Grupo G), 2009-10 (Grupo F)
- Campionato Interregionale (1): 1986-87 (Grupo H)

### Torneos regionales
- Eccellenza Abruzzo (3): 2007-08, 2018-19, 2020-21
- Promozione Abruzzo (2): 1950-51 (Grupo L), 2006-07 (Grupo B)
- Seconda Divisione Abruzzo (1): 1932-33